# Zurich Gruppe Deutschland
Die Zurich Gruppe Deutschland ist ein Versicherungsunternehmen in Deutschland und Teil der weltweit tätigen Zurich Insurance Group. Heute zählt sie zu den 10 größten Versicherungsunternehmen in Deutschland (2014). Zurich ist der bedeutendste Anbieter im Bereich fondsbasierter Altersvorsorge, Produkte zu Absicherung biometrischer Risiken und arbeitet bei der Gestaltung seiner fondsbasierten Lebensversicherungsprodukte eng mit der Deutsche-Bank-Tochter DWS Investments zusammen.

## Geschichte
Die Zurich Gruppe Deutschland entstand 1875, als die Schweizer Muttergesellschaft ihre erste Filiale in Deutschland gründete, aus der heraus auch das Geschäft mit Polen und Russland aufgebaut wurde. Bereits 1844 hatte die später von der Zurich Insurance Group übernommene Agrippina-Versicherung ihren Geschäftsbetrieb als damit ältester Vorläufer im deutschen Konzern aufgenommen. 1922 gründete die Zürich in der Schweiz die Vita Lebensversicherung AG, die später auch in Deutschland tätig ist. 1923 wurden mit der Goldmark Lebensversicherungsbank, die bereits im folgenden Jahr in Agrippina Lebensversicherungsbank und später in Agrippina Lebensversicherung umbenannt wurde, und der Deutschen Allgemeinen Versicherung, die bereits fünf Jahre später von der Zurich übernommen wurde, zwei weitere Versicherer gegründet. 
Aufgrund der politischen Situation nach dem Zweiten Weltkrieg verlegte die Zürich 1949 den Sitz der deutschen Filiale von Berlin nach Frankfurt am Main. Dort gründete die Gesellschaft 1967 eine Tochtergesellschaft für Kautionsversicherungen, zwei Jahre später übernahm die Zürich die Aktienmehrheit bei der in Köln ansässigen Agrippina-Versicherung. 1974 mit der Schaffung der Agrippina-Zürich Rechtsschutzversicherung AG und 1990 mit der Zürich International Versicherung als Spezialist für international tätige Industriekunden folgten weitere Neugründungen von Tochtergesellschaften.
Nach der Umbenennung der Vita Lebensversicherung AG in Zürich Lebensversicherungs-Gesellschaft 1993 erfolgte 1995 die Verschmelzung der bis dato getrennt aktiven Zürich und die Agrippina zur Zürich Agrippina. Ab 1998 betätigte sich der Konzern mit der Zürich Agrippina Krankenversicherung auch in dieser Sparte. Zur Jahrtausendwende vereinheitlichte der Konzern endgültig die Vertriebe und Marken von Agrippina und Zürich zur Zürich Agrippina und etablierte diese unter dem neuen Holdingnamen Zürich Beteiligungs AG. 
In den folgenden Jahren wuchs die Zurich durch Zukäufe. Zunächst erwarb die Gesellschaft 2001 die Neckura Versicherungen vom US-amerikanischen Versicherungsunternehmen Nationwide Mutual Insurance Company, womit die Zürich insbesondere ihre Stellung im deutschen KfZ-Versicherungsmarkt durch die Verschmelzung der Neckura-Töchter Auto Direkt und Sun Direct auf den Direktversicherer DA Direkt Versicherung ausbaute. Im Herbst 2001 erwarb die Zurich Gruppe Deutschland mit Wirkung zum Mai 2002 die 1922 gegründete Versicherungsgruppe Deutscher Herold von der Deutschen Bank. Rückwirkend zum 1. Januar 2006 wurden die ehemaligen Gesellschaften Patria AG und Deutscher Herold Allgemeine Versicherung AG am 13. Oktober 2006 in die Zurich Versicherung AG integriert. Zürich Lebensversicherung AG und Deutscher Herold Lebensversicherung AG wurden in die neu geschaffene Zurich Deutscher Herold Lebensversicherung AG überführt. Die Vertriebsmarke Zurich Deutscher Herold blieb erhalten. Die Zurich Gruppe Deutschland verfügt über Direktionsstandorte in Köln und Frankfurt am Main.
Im Zuge der langanhaltenden Niedrigzisphase plante die Zurich die Veräußerung eines Teilbestandes der Zurich Deutscher Herold Lebensversicherung, der insbesondere aus kapitalbildenden Lebens- und Rentenversicherungen bestand, und traf im Frühsommer 2022 vorbehaltlich der entsprechenden Genehmigung der Bundesanstalt für Finanzdienstleistungsaufsicht als zuständiger Aufsichtsbehörde eine Übernahmevereinbarung mit dem Run-Off-Spezialisten Viridium. Hierzu wurde 2023 die Zurich Life Legacy als neue Versicherungsgesellschaft ausgegründet. Die Übernahme scheiterte jedoch am Einspruch der BaFin im Januar 2024.

## Konzernstruktur
Die folgenden Versicherungsgesellschaften sind Teil der Zurich Gruppe Deutschland (ZGD):
- Zürich Beteiligungs-AG (Holding)

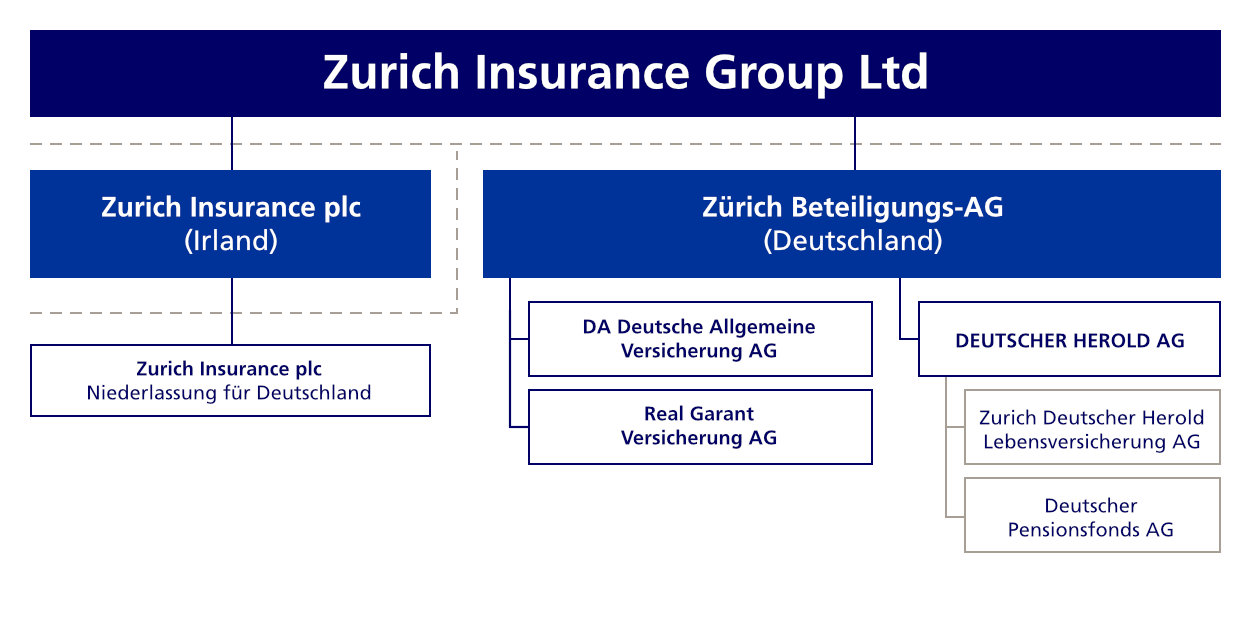
Die Gesellschaften der Zurich Gruppe Deutschland (Stand 11/2019)

- Zurich Insurance Plc, Niederlassung für Deutschland
- Zurich Deutscher Herold Lebensversicherung AG
- DA Direkt Deutsche Allgemeine Versicherung AG
- Deutscher Pensionsfonds AG
- Real Garant Versicherung AG
- Zurich Life Legacy